# 時空探偵ゲンシクン
『時空探偵ゲンシクン』（じくうたんてい ゲンシクン）は、園田英樹原作・脚本のテレビアニメ作品。1998年10月1日から1999年6月24日までテレビ東京系で放送された。

## 概要
『ファミ通ブロス』1998年1月号から先行的に漫画が連載された。作画は小倉あん子。全3巻。その後コミックボンボンでのタイアップも行われ、山中あきらにより同誌での漫画化もされた。
アメリカでもフォックス放送内の放送枠Fox Kids及びFOXファミリー・チャンネルにて『Flint the Time Detective』のタイトルで放送されていた。
かつてサンリオピューロランドに存在したアトラクションのひとつ、『夢のタイムマシン』で1998年7月3日から2000年7月にかけて上映されていたことがあった。ナビゲーターと主題歌は奥菜恵が担当していた。
また、水樹奈々のテレビアニメ初レギュラー作品としても知られている。

## ストーリー
タイムトラベルができるようになった時代の25世紀。ある日、時間の国にある時間保護局が何者かによって破壊されてしまい、時空モンスターが様々な過去の時代に飛ばされてしまう。
タマシティに住む、姉のソラと弟のトキオはいっしょに化石発掘の課外授業を受けていた。化石はないかと調べて見ると不思議な生きている化石を発見する。叔父の大和博士に協力してもらい、復元してみると、なんとそれは原始時代に生きていたゲンシとジクモンのラブラブだった。
ゲンシは時空犯罪者TPレディの攻撃を受けてしまい父親のオトタンと共に化石になっていた。復元されたゲンシは、友達思いで悪い奴は許さない正義感が認められ、時空探偵に任命された。
時空モンスターを保護し時空犯罪者を捕らえるのが時空探偵の使命。ゲンシは、武器になって生まれ変わったオトタン・ソラ・トキオ、そして同じ時空探偵の鳴神京一郎と協力し、時空モンスター保護とTPレディ追跡を続けながら、過去の時間を元に戻していくことになる。

## 登場キャラクター

### ゲンシと仲間たち
ゲンシ
声 - ゆきじ
本作の主人公。原始時代に生きていた少年。一見小学生にしか見えないが年齢は13歳。一人称は「オイラ」で、語尾に「ッチ」と付ける。口癖は「イシイシウッホー」。小さな身体に想像のつかない怪力があり、チーター以上の走力と魚以上の泳力、ビルの5階から飛び降りても平気な頑丈な肉体を持つ。
ラブラブと出会い、それを追ってやってきたTPレディに化石化されてしまう。その二十万年後、ソラの手によって掘り出され、大和博士に復元して貰った。イタズラ好きだが無邪気で純粋無垢な心を持ち、誰とでもすぐに友達になれる人柄をトキGに見出され、時空探偵に任命される。食いしん坊なところがあり、お腹が空くと動けなくなってしまう。現在はタマシティのリバーサイド・ジュニアスクールに通っている（トキオ曰く、授業中は居眠りばかり）。
復元された際にコンピューターのデータが流れ込んだため、現代の言葉が話せる他、コンピューター並みの知識と計算力を持つ。但し、歴史に関する知識は皆無で、純真且つ感情に任せて動くタイプなので基本はその頭脳を発揮する事は無い。
ボンボン版では原始時代ではオトタンと共に修行に明け暮れる日々を送っており、原始拳と呼ばれる独特の戦法を駆使して戦う。アニメと異なり、ワルモン化した時空モンスターは戦って倒すことで正気に戻すことが多い。また、純粋な心の持ち主しか認識できないトキの国を当初から認識しており、いつかそこに行く事を夢見ていたが、ラブラブと出会ったことでアニメと同じく未来へと行くことになる。復元当初は知能の程は原始時代と変わらなかったが、睡眠学習でオトタン共々知性を身に付けた。しかし基本はボケ役のまま。
オトタン
声 - 立木文彦
ゲンシの父親。気合という言葉が好きな頑固一徹な性格をしている。ゲンシと共にTPレディに一個の化石にされ、二十万年後に大和博士に復元してもらう。ただ、人間そのものに復元できなかった上に石板状となったので、ゲンシの武器として石斧に改造された。本人の体に蓄えられたエネルギーを用い、命中対象を化石化・解凍する「化石ビーム」を放つことができる。気合が高まると巨大化する。年寄りくさいが標準語で話せる。化石化される以前に自身の妻（つまりゲンシの母親）とは別居しており、化石化された際のショックでその記憶も失われている。また、TPレディの変装とは知らず、愛野に心をときめかせたこともある。
大和 トキオ（やまと トキオ）
声 - 森田千明
中学一年生の少年。時空探偵になるのが夢だが、学校の成績は芳しくない。好奇心からゲンシと一緒に時空モンスターの回収に行く。ソラとは双子で弟にあたる。活発だが不真面目で周りを怒らせることもしばしばだが、ゲンシ同様に悪事を許さない正義の心を持つ。ボンボン版では常識人で、非常識なゲンシや天然のソラに振り回される役回り。
大和 ソラ（やまと ソラ）
声 - 水樹奈々
トキオの双子の姉であり、同じく中学一年生の少女。成績は優秀で運動神経も良い。歴史の造詣も深く、各時代の偉人を解説する役割も担っていた。空想的な一面があり、ゲンシと一緒について行く。かつてトキオに毛虫を手渡されるイタズラをされたことが原因で虫が苦手だったが、ムッシューとの出会いがきっかけで克服した。ボンボン版ではゲンシ同様にトキの国を認識できる純粋な心の持ち主だが、アニメに比べるとかなりの天然ボケになっている。
大和博士（やまとはかせ）
声 - 佐藤政道
大和姉弟の叔父。時空保護局とも縁のある科学者で、専門はオーパーツの研究。仲間の時空モンスターを送るなどの支援を行い、レイを好いている。ボンボン版では最終回にて改心したTPレディと結ばれるが、結局逃げ出したらしい。また、同作では初対面のゲンシにオトタンと同じ匂いがすると、最終回でTPレディにもオトタンに（汗臭いところが）似てると言われており、オトタンと同一人物である事が仄めかされているが明言はされていない。
神宮寺 レイ（じんぐうじ レイ）
声 - 中島麻実
時空保護局の局長秘書。ゲンシに時空モンスター回収の指令を与える。クールに振る舞っているが実はお茶目。大和博士が憧れており「レイさん」と呼ばれているが、本人は呼ばれるのが嫌な様子である。1999年にタイムスリップした際、彼女の先祖と思われる女性が、同じく大和博士の先祖と思われる男性と付き合っていた。しかし、自分がまきこまれたチンピラとの騒ぎを前に逃げ出した男性に愛想を尽かし、彼と別れる。
プーちゃん / プテラ
声 - 西村ちなみ
通称「プーちゃん」。プテラノドンを模した小型ロボットで、過去現地におけるゲンシのサポート役である。「記憶消去光線」を出す機能を持ち、時空モンスターに出会った人たちがその記憶に残さないように帰り際にそれを放射する役目を担う。時には歴史を変えるような行動を取りそうになるゲンシを嗜めるブレーキ役でもあるが、一度だけ折れて歴史改変を許した事がある。保護色のように体の色を変化できる。
鳴神 京一郎（なるかみ きょういちろう）
声 - 山口勝平
ゲンシと同じ時空探偵の少年。ソラに好意を抱いており、陰ながらゲンシたちに助力する。キザでナルシストな性格だが、基本的にドジでいまいち格好がついていない。吸血鬼の血を引いており、青い肌を持つ。目を合わせた相手を催眠にかける能力を持ち、本人いわく「ちょっと人間離れしてる」らしい。但し、吸血はせず不死身でもない（常人よりは不死身に近い）。持っているステッキから放つ光線で自身のマントをカーテンに変化させ、覆った相手をバニーガール姿にすることも可能。体力はさほどなく、ある程度の時間全力疾走して筋肉痛を起こしたことも。また、強い日差しも苦手。
ボンボン版ではドジな部分は殆ど描かれておらず、コミカルな姿も少なめ。自身の先祖が滅ぼされた事も歴史として受け入れ、「人類の歴史を守ること」が自分に残された唯一の存在意義だとして冷徹に職務を遂行しており、人のために歴史を変える事も辞さない態度を見せるゲンシとは対立する事もあった。
タイムライドはキックボードの形をしている。
尚、原作者の園田英樹がかつて手掛けた『時空探偵DD 幻のローレライ』にも同じく鳴神姓を持つ吸血鬼の探偵「鳴神・雷蔵」が登場している。
トキG
声 - 鈴木勝美
「トキの国」において時間の流れを時空モンスターたちと管理する時間保護局の最高長官。翼の生えた豚型の空飛ぶ乗り物に乗っている。性格は至って温厚であり、ゲンシが一度、ある親子の悲しい未来を変える為に歴史改変を行った際には特別に御咎め無しとした。レイに指示を送る際は8頭身の仮の姿で行っている。ボンボン版も基本は同様だが、第一話ではラブラブにげんこつを見舞う一面も見られた。

### TPレディ一味
TPレディ / 愛野 瞳（あいの ひとみ）
声 - 冬馬由美
自分のための世界を作るべく犯罪を行い、指名手配を受けるほどの時空犯罪者である女性。名前のTPは「時間窃盗」を意味する「タイム・ピルファー（Time Pilfer）」の略称。仮面の男に恋しており、彼の願いで時空モンスターを狙っていつもゲンシたちと対立する。基本的にヒステリックで我侭な性格だが、作戦立案の面に関してはややアバウトなところがある。また、「マッチ売りの少女」の結末に激怒し、その作者・アンデルセン（声：難波圭一）の生きていた時代に行った際には内容を改変させようとするなど情に熱い一面もあり、非道になり切れないタイプ。発射した「ジグモン光線」で生物を生きたまま化石化する時空モンスター捕獲銃（通称・ジグモン銃）を持ち、仮面の男から与えられた謎の道具「TPスタンプ」で時空モンスターを悪に染めて操る。しかし毎回ゲンシ達の妨害に遭い、バッド変化させた時空モンスターも奪還されて敗走するのがお約束である。25世紀ではトキオとソラの通っている学校の先生を務め、立場を利用して周囲に野望の手伝いをさせることもあった。最終回までトキオとソラに正体をバラしていなかった。少女時代は某国の王女であり、毎日英才教育を受けさせられたり、強制的に親の決めた相手とお見合いをさせられることに嫌気が指し、グレてしまう。そして家出をし、犯罪者の道を歩むことになった。少女時代の彼女の家には、犬や猫のような姿の改造生物たちが多数ガードマンとして配備されている。
終盤はヨミの国に引き寄せられ、念願の仮面の男と対面を果たすも失敗に次ぐ失敗から見限られ、しばらくは落ち込んでいたものの彼の冷酷さを目の当たりにした事と、ゲンシ達が助けにきたことで決別。最終的にはゲンシ達の味方となるが、戦いの後は再び歴史改変を目論んで逃走し、ゲンシ達がそれを追いかける場面で幕となる。
タイムライドは招き猫をモデルとしていて、UFOの形体から巨大な戦闘ロボットへ変形する他、フロントから大砲などの装備を展開する。
ボンボン版では若干髪型が異なる他、仮面の男に終始利用される立場で彼のこともほぼ認知できてすらいない。歴史改変を目論むのも全て個人的な恨みによるもの（しかもその裏には大抵仮面の男が絡んでいる）で、かなり卑屈な面を持っていた。原始時代で惚れられたオトタンを当初は拒絶していたが、ラブラブ光線を受けたことで彼にベタ惚れしてしまう。最終回では大和博士の説得とゲンシ達の姿に改心。オトタンと似た大和博士と結婚したものの、結局家庭はうまくいかず彼には逃げられたらしい。
ダイナ
声 - 上田祐司
TPレディの部下である改造生物。語尾の「～でヤンス」が口癖。25世紀ではトキオとソラの通っている学校の教頭として正体を隠している。元々は25世紀で研究されていた特別なウナギで、一切外を知らない不自由な生活をしていた。そこをTPレディに連れ出され、部下として人型に改造された。本人はそのことに深く感謝しており、その恩を返すために付き従う。エルドラに迂闊に手を出して黄金像にされるなど、やや間が抜けている。終盤ではゲラによってマイト共々バッド変化させられ、ウナギの怪物となってゲンシ達に襲い掛かったが、崖から落ちそうになった自分達をTPレディが見捨てなかった事で正気に戻った。
ファミ通ブロス版では正体はナマズであり、彼とマイトは子供時代のTPレディが露店で買った卵から生まれた。
マイト
声 - 茶風林
TPレディの部下である改造生物。25世紀ではトキオとソラの通っている学校の校長に扮している。ダイナと同じく元々は25世紀で研究されていた特別なカエルで、一切の外を知らない不自由な生活から助け出してくれたTPレディに報いるため、彼女に一途に従う。作戦立案に関してはTPレディよりはまともであり、一度彼女の作戦の問題点を指摘したが、逆切れした彼女から折檻された。終盤にはゲラによってバッド変化させられてカエルの怪物になってしまうが、ダイナ同様TPレディの身を呈した行動によって救われ、元に戻った。
仮面の男 / ヨミG
声 - 森川智之
時間保護局を爆破した張本人で、TPレディの好意を利用して時空モンスター収集の手駒とする。常に仮面をした長身の男性の姿をしている。その正体はトキGと同じく、時間の流れを管理する者である。しかし、トキGとは異なり、彼が住むのは時間の止まった「ヨミの国」であり、彼自身もその影響で少年のままだった。更に外の世界に出る事が出来ず、ただ1人ヨミの国で時の流れを管理しなければならない孤独の中でその心も凍りついていった。それを変えるために仮面で己の姿を大人へと変え、時空モンスターの力を利用しようとしていた。終盤にはTPレディとアンモンを捕らえてゲンシ達をおびき寄せ、一時はその力で圧倒する。その後はトキの国に侵攻するも、ゲンシとの一騎打ちの末に仮面が外れ、本来の姿に戻る。最後は凍りついた時間をも再び動かした絆の力を知って改心し、ゲンシ達とも和解してヨミの国へと帰っていった。
ボンボン版では最後まで正体を明かさず、怪しい露天商に化けたり福袋を買わせるなどでTPレディを誘導し、利用し続けた。当人は情報提供以外はもっぱらTPレディ達をおちょくることが多く、TPレディの不幸話の登場人物はいずれも彼と同じ仮面をしており、また、歴史改変に失敗したTPレディへのお仕置きも同じ仮面を付けた何かしらによるものの手で行われていた（作者の山中の前作『おきらく忍伝ハンゾー』のスルガ大納言の役割に近い）。

### 時空モンスター
ラブラブ
声 - 麻績村まゆこ
ゲンシが最初に出会った時空モンスターで、当初は後にタマシティが建つ原始時代の火山付近にある地域に流れ着いていた。いつもゲンシに付いて回る。どんなに険悪な関係にある者同士でも仲良くさせる「ラブラブ光線」を河童の皿のような頭から放つことができる。ただし、時間制限があり、使う度に効果が薄くなる。また、ラブラブ光線にはマスルンの能力を解除する効果もある。
スーパー変身はできない。一度変身しようとしたこともあるが失敗している。
ボンボン版では物語開始前からトキの国を認識できるゲンシの事を気にかけており、友達になりたいと思っていた。
アンモン
声 - 涌澤利香
アンモナイトに似た時空モンスター。ブラド・ツェペシュ伯爵の元（中世ルーマニア・トランシルバニア地方）にいたが、ひょんなことから京一郎に惚れ、共に暮らすようになった。非常に高い知能を持ち、やや舌足らずながら人語を喋ることができる数少ない存在。京一郎が自分以外の女性にデレデレしているのを見るとすぐ嫉妬し、高所に立っている彼を突き落としたりする。終盤にはTPレディに攫われるがそのままヨミの国へを引き寄せられ、彼女と共にヨミGに人質にされてしまう。
バッド変化するとヤドカリに似た「アンコーク」となり、無数の触手で相手の力を吸い取る。スーパー変身すると妖精にも似た美女「スーパーアンモン」となる。但し、初めてスーパー変身した時はその事を覚えていなかった。
ハニハニ
時間保護局が最初に見つけた埴輪に似た時空モンスター。ヒミコ（声：野上ゆかな）の元（AD2年・日本・邪馬台国）に流れ着いていた。不思議な歌と踊りで相手を踊らせる能力を持つ。強い衝撃を受けると割れてしまう。
バッド変化は武人型の埴輪のような顔に三本足を持ち、土を食べることで体内で土器を精製してミサイルのように口から発射する（漫画のみ）｢ハニワル｣で、スーパー変身「スーパーハニハニ」は、胸の赤い宝石から放つビームを浴びた者を強制的に躍らせる。
ボンボン版でも同じく邪馬台国に流れ着いていた。すぐにゲンシ達の仲間になるも、額部分の破片をTPレディ達に拾われ、TPスタンプを押した状態で修復されたためバッド変化してしまう。
エルドラ
頭部に羽がある小さなヘビの時空モンスター。16世紀の南米（アマゾン川流域）に流れ着いていた。頭についている宝石や口から発する光を浴びせたものを何でも黄金に変え、目から放つ「キラキラ光線」で相手の目をくらませる。
バッド変化は、宝石箱と合体した頭に翼のある龍の姿をした「ワルドラ」。スーパー変身は「スーパーエルドラ」。
テイルン
ヤツデのうちわを手にしたとても臆病な子狐の時空モンスター。平安京（794年・日本・平安時代）に流れ着いていた。童話本の物語の中に入り込む能力を持つ。
バッド変化は天狐のような顔に九本の尾を持つ「ワルルン」。スーパー変身は山伏を思わせる「スーパーテイルン」。
ボンボン版ではTPレディに早々に捕らわれ、TPスタンプを押されるも高所恐怖症に加えて先端恐怖症で殆ど凶悪さを発揮できずにいたが、油揚げ（いなり寿司）を食べた事で酔っ払い、バッド変化した。向かった先もアニメと違ってアンデルセンの元だった。
モスビー
声 - 山口勝平
1812年のロシア（ナポレオンのロシア遠征中）に流れ着いた、顔面だけのゾウの時空モンスター。雪や氷を操り、鼻から吹雪を放射する能力を持つ。本編で最初にスーパー変身した。
バッド変化はマンモスに似ている、鼻の先に棍棒を備えた「ワルビー」。スーパー変身は大きな耳から吹雪を放つ「スーパーモスビー」。
ココロン
海賊の帽子をかぶったタマゴの姿の時空モンスター。コロンブスの元（1492年・北大西洋）に流れ着いていた。訊かれた質問に○か×かのプラカードで答え、水を自在に操る能力を持つ。帽子を取ると動けなくなる。
バッド変化は嵐を操ることができるドクロ顔の魚の姿をした「ワルココロン」。スーパー変身は左腕に魚の形をしたウォーターガンを備えた「スーパーココロン」。
ボンボン版でも登場し、同じくコロンブスの元へ流れ着いていたが、コロンブスの頭に落下して彼をアホに変えてしまった（本質的な部分は変わらず）。同作における他の時空モンスターと違って殆ど言葉を話さず、喋るとしても吹き出しの無い形で語尾に「ナー」を付ける独特の語りだった。
タネガン
両手に鉄砲を持った爆弾の姿をした時空モンスター。織田信長（声：石井康嗣）の元（1582年・日本・安土城）に流れ着いていた。豆鉄砲程度の弾丸を放ち、命中したものを泡の中に閉じ込める。
バッド変化はヤドカリに似ていて、頭の先の銃口から発砲したり、口から出す光線を浴びたものを水晶玉の中に閉じ込める「ワルガン」。スーパー変身は両腕にマシンガンを備えたロボット型の「スーパータネガン」。
ボンボン版では25世紀で遭遇。ゲンシが最初に保護した時空モンスターだった。
スフィン
古代エジプト（ギゼー）に流れ着いた、スフィンクスをモデルにした子猫の姿の時空モンスター。なぞなぞが大好きで、かぶっている帽子の飾りの蛇が人語で出題するため、一応は人語を話すことが可能。また正解されるたびに元気が無くなる。
バッド変化「ワルフィン」は身体の前半身と後半身が開く棺桶になっていて、内部に閉じ込めた対象を飢えさせてミイラにしてしまう。スーパー変身はケンタウロス型のアヌビス神のような姿の「スーパースフィン」。
ホルルン
キツツキのような姿をした時空モンスター。尻尾は鑿になっている。ロダン（声：石川寛美）の子供時代（19世紀・フランス・パリ）に流れ着いていた。芸術好きで特に絵を好む。嘴で人の手を突くと、絵が下手でも上手にすることができ、絵を突くと実体化させることができる。
バッド変化はドリルの嘴を持ち、自ら作った彫刻を操る「ワルホルルン」。スーパー変身は流線形な体型の鳥人「スーパーホルルン」。
ネッケツ
野球のボールの体に五本指の手のひらの頭をしたニワトリのような姿の時空モンスター。ベーブ・ルース（エンディングのクレジットでは本名のジョージ、声：くまいもとこ）の少年時代（20世紀・アメリカ・ボルチモア）に流れ着いていた。野球が大好きでボールを自在に操ることができる。
バッド変化はキャッチャーのような姿をした「レイケツ」。スーパー変身は野球のバットとボールを武器に使う「スーパーネッケツ」。涙もろいところがあり、マリアという少女が記憶喪失になっていた生き別れの母と再会し、母が記憶を取り戻した場面では普段の様子からは考えられないほど大泣きしていた。
ボンボン版では最終回に登場。
オモチャン
17世紀（1651年12月24日）のフランス（アルザス＝ロレーヌ）に流れ着いていた時空モンスター。心優しく子供が大好きで、尻尾の先端に付いている星から放つ光を浴びせたものを玩具や遊具に変える。
バッド変化はドクロの顔をしたトナカイの姿で、あらゆるものを遊園地の乗り物に変えて相手を襲わせる「ワルチャン」。スーパー変身は仮面をつけたような姿の「スーパーオモチャン」。
レッドマン
1999年の東京に流れ着いていた、体にトランプのマークを持つ、レッド（スペード）、ブルー（クラブ）、イエロー（ダイヤ）、ピンク（ハート）（声：涌澤利香）の4匹でチームを組んでいる時空モンスター。三銃士とジャッカー電撃隊を合わせたようなモチーフで、正義感が強く困っている人がいると連携して当たるが、その時周りに及ぶ迷惑までは考えずより事態が悪化することもある。
バッド変化、スーパー変身共に合体して変身し、バッド変化は大きな斧を持った死神（トランプのジョーカーにも似ている）型の「アクマン」。スーパー変身はレッドが頭部、ブルーが左腕、ピンクが右腕、イエローが脚部となり、さらに巨大化して完成する剣を持った戦闘ロボットのような「スーパーレッドマン」。
モナリス
リスの姿をした時空モンスター。レオナルド・ダ・ヴィンチ（声：内海賢二）の元（16世紀・イタリア・ピサ）に流れ着いた。絵が大好きで尻尾の先から様々な色の液体を分泌し、それで絵を描く他、相手の体中に塗ることで絵に変える。
バッド変化は鋭い前歯が武器で、手のひらに似た大きな耳から絵の具のような粘液を発射する「ワルリス」。スーパー変身は人型のリスのような「スーパーモナリス」。
ウィング
ライト兄弟のオービル（声：大谷育江）の元（1881年・アメリカ・リッチモンド）に流れ着いた、零戦を思わせる姿をした時空モンスター。両手から飛ばす羽根がついたものはどんなものでも空を飛べるようになる。
バッド変化は羽根の弾丸を放ったり、プロペラをブーメランのように放つ「ワルイング」（声：佐藤政道）。スーパー変身はスペースシャトルのような姿をした「ジェットン」。
モアイワ
古代の南太平洋の島に流れ着いていた、モアイ像のような姿の時空モンスター。大らかで心優しく、島人からは守り神と崇められていた。
バッド変化は頭からマグマを噴火させたり火山を操ることができ、体の岩を砕かれても何度でも再生できる「ワルイワ」。スーパー変身は巨大な岩の身体にモアイ像の頭を持つ、踏みつけた地面からモアイ像を生み出すことのできる「スーパーモアイワ」。
エレキン
平賀源内の元（江戸時代・日本）に流れ着いていた、エレキテルに手足が生えたような時空モンスター。電気を充電・放出したり、自ら動力源となって機械を動かすことができる。
バッド変化はテレビと怪獣が合体したような姿の「ワルキン」。スーパー変身は手足が伸びて巨大化した「スーパーエレキン」。
マスルン
紀元前4世紀・ギリシャのオリンピアの街に流れ着いていた、ダンベルに手足が生えたような時空モンスター。揉んだ相手に普段はひ弱でも筋骨隆々になる力を与える。しかし、効果が切れた時に掛かる体の負担が激しい。また体は小さいが相当重い。操られた時はソラの腕を揉んで全身を巨大化させた。力を与えるのは好きだが、自ら体を動かすのも好き。
バッド変化はエキスパンダー状の管で相手を捕える「ワルスル」。スーパー変身は剣闘士のような姿の「スーパーマスルン」。
ユニータ
声 - かかずゆみ
小さなペガサスの姿をした時空モンスター。最初に出会った姿は、テレパシーで会話ができる「スーパーユニータ」だった。超時空を自由に移動することができ、TPレディに飛ばされた後も一つの時代に留まらずトキの国に自分から帰り、ゲンシをトキの国に導いた。
バッド変化「ワルファー」は巨大な角に黒い体と炎が噴き出している。
ラルド
声 - 中島麻実
TPレディの子供時代に流れ着いていた、エメラルドの甲羅を持つカメの時空モンスター。お腹のマークから放つ光を浴びたものを小さくして背中の甲羅に閉じ込める。リクガメ寄りなのか、泳ぎは苦手。
バッド変化は背中の鋭利なダイヤモンドをミサイルのように連続発射する「ワルラルド」。スーパー変身は全身を鎧で覆い、胸のマークから放つ光線を浴びせて相手をエメラルドで固める「スーパーラルド」。
リーフィー
6世紀のイギリスに流れ着いていた、花や植物が大好きな、花の姿をしている時空モンスター。どんなところにでも花を咲かせることができる。
バッド変化は両手も首になっている三頭の首を持ち、オトタンより頑丈な皮膚をしたドラゴン型の「ワルリュー」。スーパー変身は首周りに咲いた花の中央に女性的な顔を持った「スーパーリーフィー」で、相手を花粉で攻撃する。
ボウザン
武蔵坊弁慶（声：江川央生）の元に流れ着いていた、自身も弁慶がモデルの身形をした時空モンスター。薙刀や刀などの武器を使い、どんな武器でも自分の体の大きさに合ったサイズに変えられる。
バッド変化はずんぐりとした体形に6本の腕を持ち、斧・槍・包丁・果てはオトタンまでもを使いこなす「ワルザン」。 スーパー変身は弁慶と武者を組み合わせたような「スーパーボウザン」。
グースー
いつも眠そうな目をしたバクの時空モンスター。アンデルセンの元（1833年・フランス）に流れ着く。尻尾の先に付いたベルの音色で相手を眠らせる。
バッド変化は鼻先に付いたベルから放つ光を浴びせて催眠術をかける「ワルグースー」。スーパー変身は尻尾を持った魔法使いのような姿の「スーパーグースー」。
ミュージー
音符に羽が生えた姿に、ラッパの口をした時空モンスター。ベートーベン（声：真殿光昭）とモーツァルト（声：森川智之）の元（18世紀・ウィーン）に流れ着いていた。音楽や演劇が大好きで口からはどんな音でも出すことができ、作曲もできる。
バッド変化はパイプオルガンとカエルを合わせたような姿の「ワルミュージー」。スーパー変身は持っているタクトの先端から楽譜を出して相手を縛り、胸からエネルギー波を出す「スーパーミュージー」。
コゼニー
紀伊国屋文左衛門（声：小野坂昌也）の元（江戸時代・日本・大阪）に流れ着いていた、がま口の財布と蝦蟇が合体したような時空モンスター。たこ焼きが大好物で、背中から自分が現在いる時代や土地に応じた通貨を出すことができる。
バッド変化はディメトロドンのような姿で小判をミサイルのように飛ばす「ワルゼニー」。スーパー変身は大黒天を思わせるような姿の「スーパーコゼニー」。
ムッシュー
芋虫の姿をした時空モンスター。子供時代のファーブル（声：森久保祥太郎）の元（1830年代・フランス）に流れ着いていた。手に持っている虫眼鏡から放つ光線を浴びたものを虫に変身させ、この時はファーブルは蜂、トキオはカブト虫、ソラは蝶になった。
バッド変化はドクロの顔のカマキリのような姿で、口から吐き出す光線を浴びせて相手を虫に変える「ワルムッシュー」。この時ゲンシはクワガタムシに、京一郎は蚊になった。スーパー変身は仮面ライダーを思わせるような顔で4つの羽をもった昆虫人間タイプの「スーパームッシュー」。
ジャバ
瓶と小象が合体したような姿の、耳の所についている翼で飛ぶこともできる時空モンスター。子供時代のマルコ・ポーロ（声：くまいもとこ）の元（13世紀・シルクロード）に流れ着いていた。鼻の先がじょうろになっていて、地下の水源を嗅ぎ付けて地上に引き出したり、体内の真水を噴射する。モスビーとは兄弟。
バッド変化は長い鼻の先から熱風を吹き出す「ワルジャバー」。スーパー変身は両手から熱風を吹き出す「スーパージャバ」。
ナックル
中華服を着た小さなドラゴンの姿をした時空モンスター。リー（声：柏倉つとむ）という役者の少年の元（1972年・香港）に流れ着いていた。拳法の達人で、修行を付けたリーからは「お師匠様」と呼ばれる。
バッド変化は東洋の龍の姿をした「ワルナックル」。スーパー変身は4つの腕を持った人型のドラゴンのような「スーパーナックル」。
ドロン
カボチャの頭に足の無い典型的なお化けの姿をした時空モンスター。白熱電球を制作中のエジソン（声：掛川裕彦）の元（1880年・アメリカ・ニュージャージー州・メンローパーク (ニュージャージー州)）に流れ着いていた。相手を驚かせることが大好きで、口から人魂のような光を吐き出す。
バッド変化は大きなカボチャの頭に蔦を手足のように使う「バッドロン」。スーパー変身はホウキを持った魔法使いのような姿の「スーパードロン」。
カゲニン
巻物を背負い、ネズミがそのまま忍者になったような姿の時空モンスター。宮本武蔵（声：森川智之）の元（江戸時代・日本・九州）に流れ着いていた。幻覚と影分身の術が得意。
バッド変化は忍者の頭領を思わせる姿の「ワルカゲ」。スーパー変身はそのまま人型になった「スーパーカゲニン」。
コメット
声 - 中島麻美
ゲンシ・オトタン・ラブラブ・プーちゃんの4人がヨミの国に向かう途中で出会った時空モンスター。体型と持っている杖の先端が星型になっていて、悲しんでいる人を元気にする力を持つ。
バッド変化は脚部から緑色のクリスタルをミサイルのように飛ばす「ワルコメット」。スーパー変身は星のフォルムを残した人型の「スーパーコメット」。
ニオージャ
声 - 高木渉
仮面の男がTPレディに送った、仁王像のような姿の時空モンスター。ヨミの国で仮面の男によって生み出された存在で、四天王の1人。彼らはトキの国の時空モンスターと異なり、人語を話すことができる。普段はバッジになっている。一人称は｢拙者｣で語尾に｢ニョ｣と付ける。
隈取のような顔に黒い模様が浮き上がると、通常の倍の力を発揮する。
デスダス
声 - 鈴木琢磨
TPスタンプが変化した、ヨミの国の時空モンスター。骸骨のような姿。四天王の1人。語尾に「ダス」と付ける。一人称は「アタシ」。
本体でもTPスタンプとしての能力は保持しており、時空モンスターの額に体のどこかで触れるとドクロマークが付き、バッド変化する。
失敗ばかりするTPレディたちを顎で使う。20世紀末の日本で、子供たちや京一郎を洗脳した。バッド変化すると斧を持った骸骨姿の悪魔を思わせる「スーパーバッドデスダス」となる。この姿では目から出した赤い光で相手の動きを固めて封じ、人型の骨を操って地面に引きずり込ませたり、翼で空を飛ぶこともできる。
ナスカル
声 - 菅原祥子
ヨミの国へ向かうゲンシたちを妨害するため現れた。ヨミの国の時空モンスターで、四天王の紅一点。小鳥の容姿をしている。高飛車で性格が悪く、妨害を突破されたことを根に持っている。
3本の首を持ち、空気を踏むことで飛行ができるダチョウのような姿にバッド変化する。
ゲラ
声 - 岩田光央
ヨミの国の時空モンスターで、四天王の1人。ナスカルの失敗の尻拭いのためにゲンシたちの前に現れた。キノコに似ていて、語尾に｢ゲラ｣と付ける。
口から小さなキノコの弾丸を放ち、ゲンシたちを迷宮に閉じ込めて倒そうとした。
ドリーモン
声 - 石塚運昇
サンリオピューロランドのアトラクションである「夢のタイムマシン」に登場する時空モンスター。
ウルフェン
ボンボン版オリジナル時空モンスター。狼のような姿。トキの国の番人で、ラブラブにはウルフェン隊長と呼ばれて慕われていた。以前はゲンシに興味を持っていたラブラブ同様、トキの国を認知できるソラと友達になりたがっていた。スーパー変身すると人型になり、剣を振るって戦う。しかし作中では最初にバッド変化させられ、「ワルフェン」としてゲンシと戦うことになる。ゲンシに敗北して正気に戻った後は火山の噴火から彼等を守るべく、TPレディが残したジグモン銃で化石化させた。その後は生死不明だったが実は京一郎に助けられており、ゲンシ達を影から見守っていた。最終回では黒幕である仮面の男の存在を突き止め、ゲンシ達に時空モンスター保護の協力を要請する。

## 用語
タイムライド
25世紀でいうタイムマシンのこと。
ライドン
時間保護局が支給したゲンシたちの新型タイムライド。恐竜がモデルとなっており、時間保護局から与えられたデータカードを挿入することによって、大和博士の研究所の地下にあるタイムホールからその時代に飛ぶ。「記憶消去光線」が備わっているが、プーちゃんがいるのであまり使われない。リモコン装置はゲンシの胸に巻かれたベルト。フロントにはモニターが仕込まれており、自動操縦も可能。
3基のエンジンの内1つは、モンスターエッグの出口であるワープホールになっている。エッグが届いた時はニワトリの鳴き声のような音が鳴り、エッグの大きさに応じてホールの大きさも変わる。
時空モンスター（じくうモンスター）
略して「ジクモン」とも呼ばれる不思議な生き物。元々は時間保護局で保護されていたが、TPレディの攻撃により様々な時代に飛ばされてしまった。ほとんどの時空モンスターは大和博士の研究所で保護をしている。
一部を除いて人語は話せず、基本的には自分の名前か特定の語句しか喋れない。ボンボン版では普通に人語を話していた。
スーパー変身（スーパーへんしん）
時空モンスター自身の正義の心が強くなることで、強化形態に変身すること。
バッド変化（バッドへんげ）
時空モンスターが悪い心を持った強化形態に変身すること。TPレディの鞭を受けるとこの状態になってしまう。多くは名前に「ワル」が付いたものとなるが、「アンコーク」や「レイケツ」のような例外もある。
トキの国
時間保護局本部がある異次元世界。時空モンスターを多数保護していたが、TPレディの攻撃を受ける。
時間保護局（じかんほごきょく）
トキの国に本部を構え、航時法を敷くことによって時間の流れを管理する組織。
航時法（こうじほう）
タイムトラベルなどに関する規制を定めた法律。違法なタイムトラベルや歴史改変などによりこの法律に違反する者は、時空犯罪者として定義・指名手配される。
モンスターエッグ
卵状に化石化した時空モンスターの通称。
TPスタンプ
TPレディが仮面の男から支給され、持っているスタンプ。時空モンスターがこれを押されてしまうと悪の心を植えつけられ、TPレディの言いなりになる。ゲンシたちが説得したり、時空モンスター自身が良心を取り戻さないとTPスタンプは消えない。ボンボン版ではゲンシに叩きのめされることで消えているが、ココロンのように自ら良心を取り戻して消えるケースもあった。
その正体は四天王の1人のデスダスで、正体を明かして以降はデスダス本人がTPスタンプの役割を担うようになった。
ヨミの国
仮面の男/ヨミGの本拠地にして、彼が管理する時の動かない世界。その実態はヨミG以外誰もいない、歴史の敗者たちの思いから生み出された世界であった。

## スタッフ
- 原作・シリーズ構成 - 園田英樹（エンターブレイン『ファミ通ブロス』、講談社『コミックボンボン』連載）
- 監督 - 福富博
- 監督補佐 - 中島弘明
- キャラクターデザイン - 大橋幸子
- 設定美術 - 桑原悟、高橋麻穂、小川ひとみ
- 美術監督 - 長尾仁
- 色彩設定 - 鈴木元務
- 撮影監督 - 豊永安義
- 編集 - 古川雅士
- 現像 - IMAGICA
- 音響監督 - 三間雅文
- 音響監督補 - 高寺雄
- 音楽 - 難波正司、増田俊郎
- 音楽プロデューサー - 川村明廣
- CGスーパーバイザー - 渡部健司
- CG色指定 - 人見利恵
- 3D CG - 大畑智也、水上美奈
- デジタルエフェクト - 高松玲子
- デジタルコンポジット - 大平幸輝、高塚真理子
- CG制作 - 旭プロダクション、D/MaxStudio
- エグゼクティブプロデューサー - 佐藤誠、野村高章
- アソシエイトプロデューサー - 山村真一
- アニメーションプロデューサー - 川人憲治郎
- プロデューサー - 斉藤郁、斎藤雄樹
- アニメーション制作 - グループ・タック
- アニメーション制作協力 - あにまる屋
- 製作 - テレビ東京、サンリオ

### イベント上映版[6]
- 原作・脚本・構成 - 園田英樹
- 監督・演出・絵コンテ - 森川滋
- キャラクターデザイン・作画監督 - 鈴木勤
- アニメーション制作 - サンライズ
- 製作 - サンリオ、キャラクターソフト

## 主題歌
オープニングテーマ「パワーなきもち」
作詞・作曲・編曲 - 田中遊梦 / 歌 - 朝倉ゆかり
エンディングテーマ
「もしも…」（第1話 - 第14話）
作詞 - 室生あゆみ / 作曲・編曲 - 長谷川智樹 / 歌 - 飯塚雅弓
「きらきら」（第15話 - 第26話）
作詞 - 森浩美 / 作曲 - 松原みき / 編曲 - 長岡成貢 / 歌 - 水野愛日
「僕のシルシ」（第27話 - 第38話）
作詞 - 大城光恵 / 作曲・歌 - 中川顕一 / 編曲 - 河越薫義
「時空の彼方へ」（第39話）
作詞 - 園田英樹、室生あゆみ / 作曲・編曲 - 増田俊郎 / 歌 - ゆきじ、立木文彦、森田千明、水樹奈々、西村ちなみ

## 各話リスト
| 話数 | サブタイトル                   | 脚本                                  | コンテ     | 演出              | 作画監督          | 放送日         |
| ---- | ------------------------------ | ------------------------------------- | ---------- | ----------------- | ----------------- | -------------- |
| 1    | イシイシウッホー!              | 園田英樹                              | 福冨博     | 中島弘明          | 大隈孝晴          | 1998年 10月1日 |
| 2    | 邪馬台国でハニハニ?            | 園田英樹 岡崎純子                     | 山崎たかし | 山崎たかし        | 山崎たかし        | 10月8日        |
| 3    | 黄金都市はキンキラキーン!      | 志茂文彦                              | 東海林真一 | 湖山禎崇          | 安田好孝          | 10月15日       |
| 4    | かぐや姫がまっテイルン?        | 早坂律子                              | 高田耕一   | 高田耕一          | 諏訪昌夫          | 10月22日       |
| 5    | ひえひえモスビー               | 園田英樹 岡崎純子                     | 湖山禎崇   | 土屋浩幸          | 柳瀬雄之          | 10月29日       |
| 6    | 新大陸はココロン               | 志茂文彦                              | 大庭秀昭   | 大庭秀昭          | 藤田宗克          | 11月5日        |
| 7    | タネガンで天下取り             | 園田英樹 岡崎純子                     | 森脇真琴   | 中嶋弘明 葛谷直行 | 大隈孝晴          | 11月12日       |
| 8    | スフィンのなぞなぞ?            | 早坂律子                              | 増井壮一   | 山崎たかし        | 山崎たかし 畑良子 | 11月19日       |
| 9    | らくがきホルルン               | 志茂文彦                              | 飯島正勝   | 湖山禎崇          | 安田好孝          | 11月26日       |
| 10   | ラブラブラプソディー           | 早坂律子                              | 高田耕一   | 高田耕一          | 諏訪昌夫          | 12月3日        |
| 11   | 燃えろ!ネッケツ                | 園田英樹 岡崎純子                     | 奥田誠治   | 土屋浩幸          | 柳瀬雄之          | 12月10日       |
| 12   | アンモンってナニモン?          | 早坂律子                              | 大庭秀昭   | 大庭秀昭          | 藤田宗克          | 12月17日       |
| 13   | オモチャンのクリスマス         | 志茂文彦                              | 森脇真琴   | 木宮茂            | 大隈孝晴          | 12月24日       |
| 14   | 訪問レディはTPレディ?          | 園田英樹、岡崎純子 志茂文彦、早坂律子 | 山崎たかし | 山崎たかし        | 山崎たかし        | 12月31日       |
| 15   | ヒーローはレッドマン           | 早坂律子                              | 湖山禎崇   | 湖山禎崇          | 安田好孝          | 1999年 1月7日  |
| 16   | モナリスのほほえみ             | 園田英樹 岡崎純子                     | 高田耕一   | 高田耕一          | 諏訪昌夫          | 1月14日        |
| 17   | とべ!とべ!ウイング             | 志茂文彦                              | 奥田誠治   | 御厨恭輔          | 藤原潤            | 1月21日        |
| 18   | スーパー美女・アンモン         | 早坂律子                              | 大庭秀昭   | 大庭秀昭          | 藤田宗克          | 1月28日        |
| 19   | 大魔神モアイワ                 | 園田英樹 岡崎純子                     | 森脇真琴   | 木宮茂            | 大隈孝晴          | 2月4日         |
| 20   | エレキンのスーパーロボット対決 | 志茂文彦                              | 久米一成   | 井之川慎太郎      | 林一哉            | 2月11日        |
| 21   | オリンピックに出マスルン?      | 園田英樹 岡崎純子                     | 湖山禎崇   | 湖山禎崇          | 安田好孝          | 2月18日        |
| 22   | 激突!ゲンシVSオトタン          | 志茂文彦                              | 大庭秀昭   | 大庭秀昭          | 藤田宗克          | 2月25日        |
| 23   | 時の国のユニータ               | 園田英樹                              | 奥田誠治   | 御厨恭輔          | 飯村一夫          | 3月4日         |
| 24   | TPレディのバッド変化?          | 志茂文彦                              | 坂田純一   | 高田耕一          | 諏訪昌夫          | 3月11日        |
| 25   | リーフィーの魔法の森           | 園田英樹 岡崎純子                     | 木宮茂     | 木宮茂            | 宗崎暢芳          | 3月18日        |
| 26   | うばわれたオトタン             | 早坂律子                              | 久米一成   | 井之川慎太郎      | 林一哉            | 3月25日        |
| 27   | アンデルセンのグースー物語?    | 園田英樹                              | 湖山禎崇   | 湖山禎崇          | 安田好孝          | 4月1日         |
| 28   | 運命のミュージー               | 志茂文彦                              | 大庭秀昭   | 大庭秀昭          | 藤田宗克          | 4月8日         |
| 29   | コゼニーでもうかりまっか?      | 志茂文彦                              | 奥田誠治   | 太田博光          | なかじまちゅうじ  | 4月15日        |
| 30   | むしむしムッシュー             | 園田英樹                              | 高田耕一   | 高田耕一          | 諏訪昌夫          | 4月22日        |
| 31   | 嵐を呼ぶジャバ!                | 志茂文彦                              | 木宮茂     | 木宮茂            | 宗崎暢芳          | 4月29日        |
| 32   | 京一郎のバッド変化!            | 園田英樹                              | 本田一行   | 井之川慎太郎      | 林一哉            | 5月6日         |
| 33   | 燃えよナックル怒りの鉄拳       | 志茂文彦                              | 湖山禎崇   | 湖山禎崇          | 安田好孝          | 5月13日        |
| 34   | ドロンと発明王                 | 園田英樹                              | 大庭秀昭   | 大庭秀昭          | 藤田宗克          | 5月20日        |
| 35   | 武蔵対カゲニン                 | 園田英樹 岡崎純子                     | 奥田誠治   | 太田博光          | 武内啓            | 5月27日        |
| 36   | ヨミの国のナスカル             | 園田英樹 岡崎純子                     | 高田耕一   | 高田耕一          | 諏訪昌夫          | 6月3日         |
| 37   | ゲームマスター・ゲラ           | 志茂文彦                              | 木宮茂     | 木宮茂            | 大隈孝晴          | 6月10日        |
| 38   | 時間の国の大決戦!              | 園田英樹 志茂文彦                     | 久米一成   | 清水隆之          | 林一哉            | 6月17日        |
| 39   | 時空の彼方へ                   | 園田英樹 志茂文彦                     | 中嶋弘明   | 中嶋弘明          | 安田好孝          | 6月24日        |

## 放送局
| 放送期間（または、放送体制）  | 放送時間           | 放送局         | 対象地域       | 備考            |
| ----------------------------- | ------------------ | -------------- | -------------- | --------------- |
| 1998年10月1日 - 1999年6月24日 | 木曜 18:00 - 18:30 | テレビ東京     | 関東広域圏     | 製作局          |
|                               |                    | テレビ北海道   | 北海道         |                 |
|                               |                    | テレビ愛知     | 愛知県         |                 |
|                               |                    | テレビ大阪     | 大阪府         |                 |
|                               |                    | テレビせとうち | 岡山県・香川県 |                 |
|                               |                    | TXN九州        | 福岡県         | 現・TVQ九州放送 |
| 不明 - 1999年9月19日          | 月曜 17:22 - 17:50 | IBC岩手放送    | 岩手県         |                 |
| 遅れネット                    | 水曜 16:30 - 17:00 | 山形テレビ     | 山形県         |                 |
|                               | 土曜 6:00 - 6:30   | テレビユー福島 | 福島県         |                 |
|                               | 火曜 6:50 - 7:20   | 岐阜放送       | 岐阜県         |                 |
|                               | 月曜 16:30 - 17:00 | 三重テレビ     | 三重県         |                 |
|                               | 水曜 7:30 - 8:00   | びわ湖放送     | 滋賀県         |                 |
|                               | 火曜 7:30 - 8:00   | 奈良テレビ     | 奈良県         |                 |
|                               | 火曜 17:00 - 17:30 | 日本海テレビ   | 鳥取県・島根県 |                 |
|                               | 火曜 16:00 - 16:30 | テレビ大分     | 大分県         |                 |

当番組のスポンサーで「ゲンシクンふりかけ」を販売していた田中食品の本社が所在する広島県では放送されなかった。

## 時空探偵ゲンシクン、進め!ジクモン探偵団
コミックボンボンにて山中あきらにより連載された漫画版。全6話。
ストーリーの大筋は変わらないが、ほぼ全ての時空モンスターが人語を話すなどの相違点もある。作者の前作品『おきらく忍伝ハンゾー』のような独特の作風が随所に現れており、アニメと比較してバトルアクションやシュールギャグの要素が強い。その関係で、バッド変化した時空モンスターはアニメのように心に訴えかけるよりも戦って倒して正気に戻すことが多いなど、アニメとはまた違った雰囲気で展開する。その中でオトタンと大和博士が何かしら繋がる伏線があり、伏線の回収はされることはなかったが最終話で幾つかの答えのヒントがちりばめられており、伏線回収は読者に委ねられている。
黒幕であるヨミGとの戦いまでは描かれず、最終回ではTPレディが改心し、ゲンシ達が時空モンスター保護のために新たな冒険に出る場面で終わっている。本編に登場した時空モンスターはラブラブ、タネガン、ハニハニ、テイルン、ココロン、ネッケツ、オリジナルのウルフェンのみで、それ以外は第1話や最終話のラストシーンで描かれる程度だった。